# 1903 en Australie
Chronologie de l'Australie
- 1899
- 1900
- 1901
- 1902
- 1903
- 1904
- 1905
- 1906
- 1907

Cette page concerne les évènements survenus en 1903 en Australie  :

## Évènement
- 9 mars : Cyclone Leonta (en)
- 28 novembre : Naufrage du SS Petriana (en)
- 16 décembre : Élections fédérales

## Arts et littérature
- Such Is Life (en) roman de Joseph Furphy.
- Création de l'Austral Society (en).
- Le peintre Edward Cairns Officer remporte le prix Wynne avec Glenora.

## Sport
- Saison 1903-1904 de l'équipe anglaise de cricket en Australie (en)
- Équipe australienne de cricket en Afrique du Sud en 1902-1903 (en)
- Saison 1903 de la Metropolitan Rugby Union (en) (rugby à XV)
- Saison de 1903 de football australien (en)

### Création de club
- Balmain Australian Football Club (en)
- Casey Demons (en)
- Echunga Football Club (en)
- McLaren Flat Football Club (en)
- North Shore Australian Football Club (en)
- Walla Walla Football Club (en)
- Yarraville Football Club (en)

## Naissance
- Daphne Akhurst, joueuse de tennis.
- Garfield Barwick (en), juge.
- John Carew Eccles, neurophysiologiste.
- Pud Thurlow (en), joueur de cricket.

## Décès
- Charles Gavan Duffy, premier ministre de l'État de Victoria.
- Duncan Gillies (en), premier ministre de l'État de Victoria